# Route der Industriekultur – Bahnen im Revier

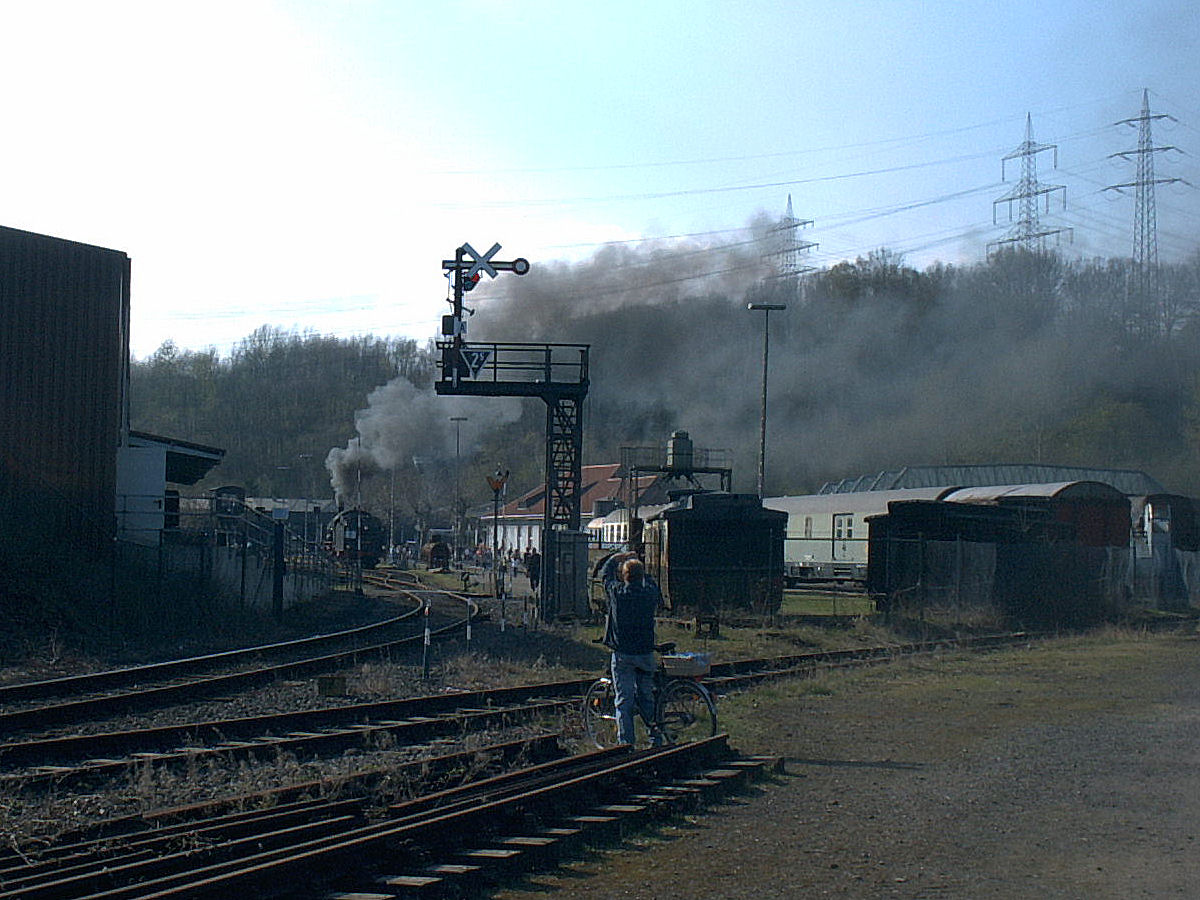
Eisenbahnmuseum Bochum-Dahlhausen

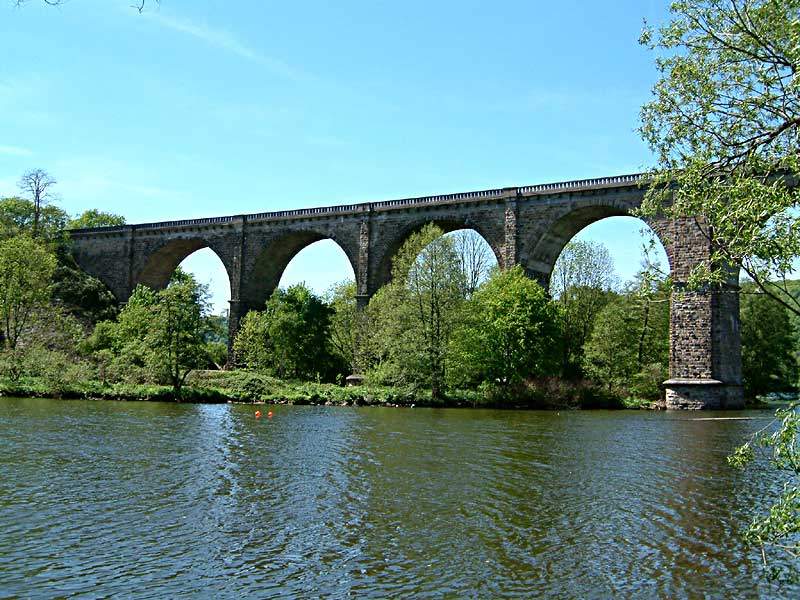
Ruhr-Viadukt Herdecke

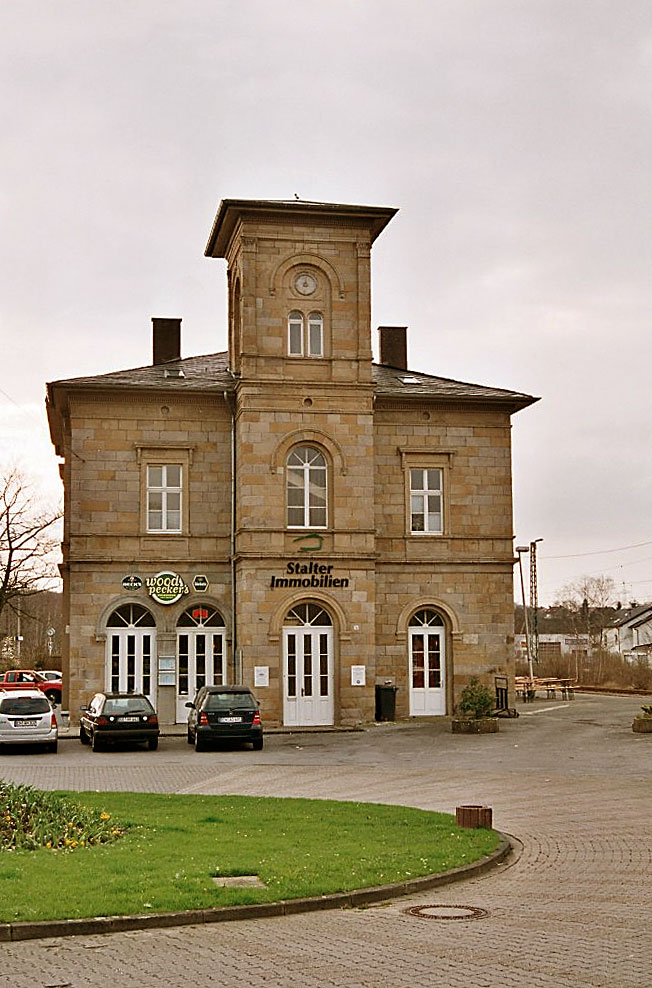
Bahnhof Hattingen

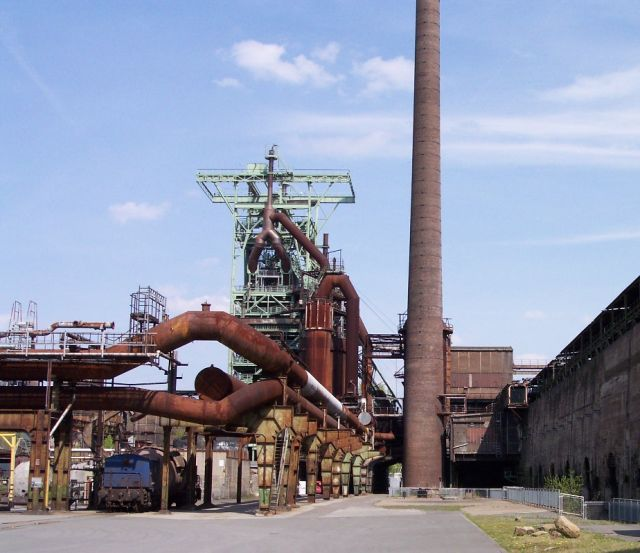
Henrichshütte

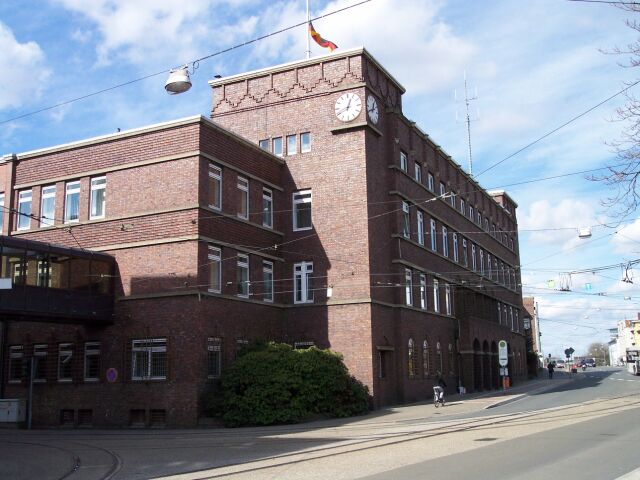
BOGESTRA

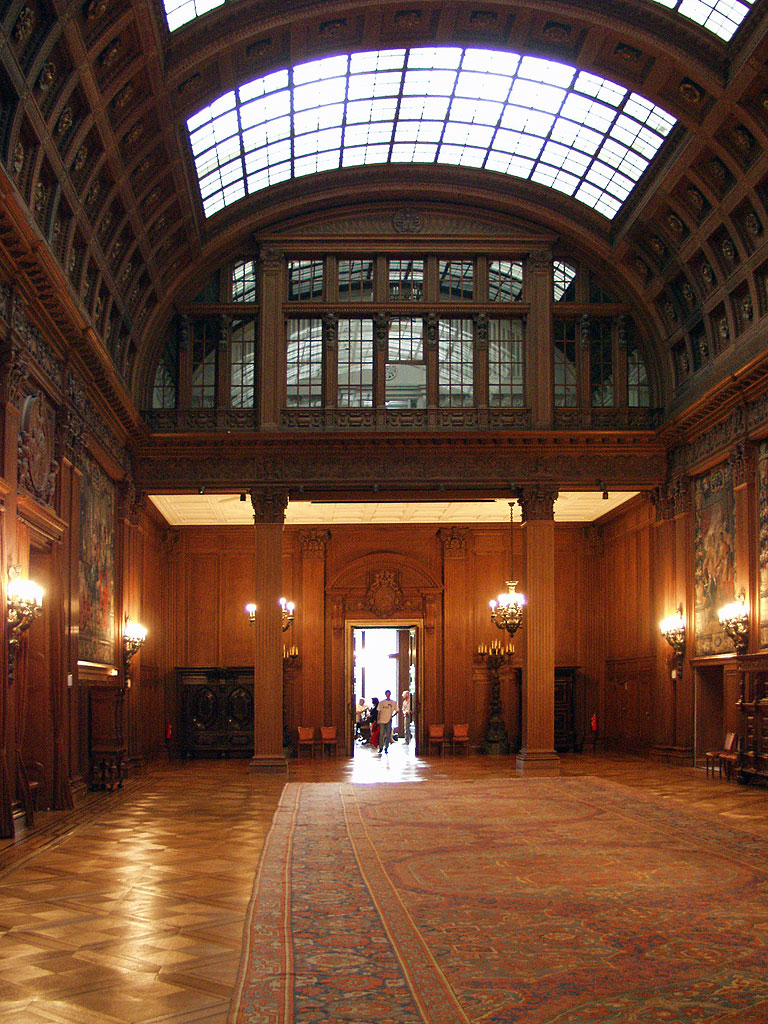
Villa Hügel

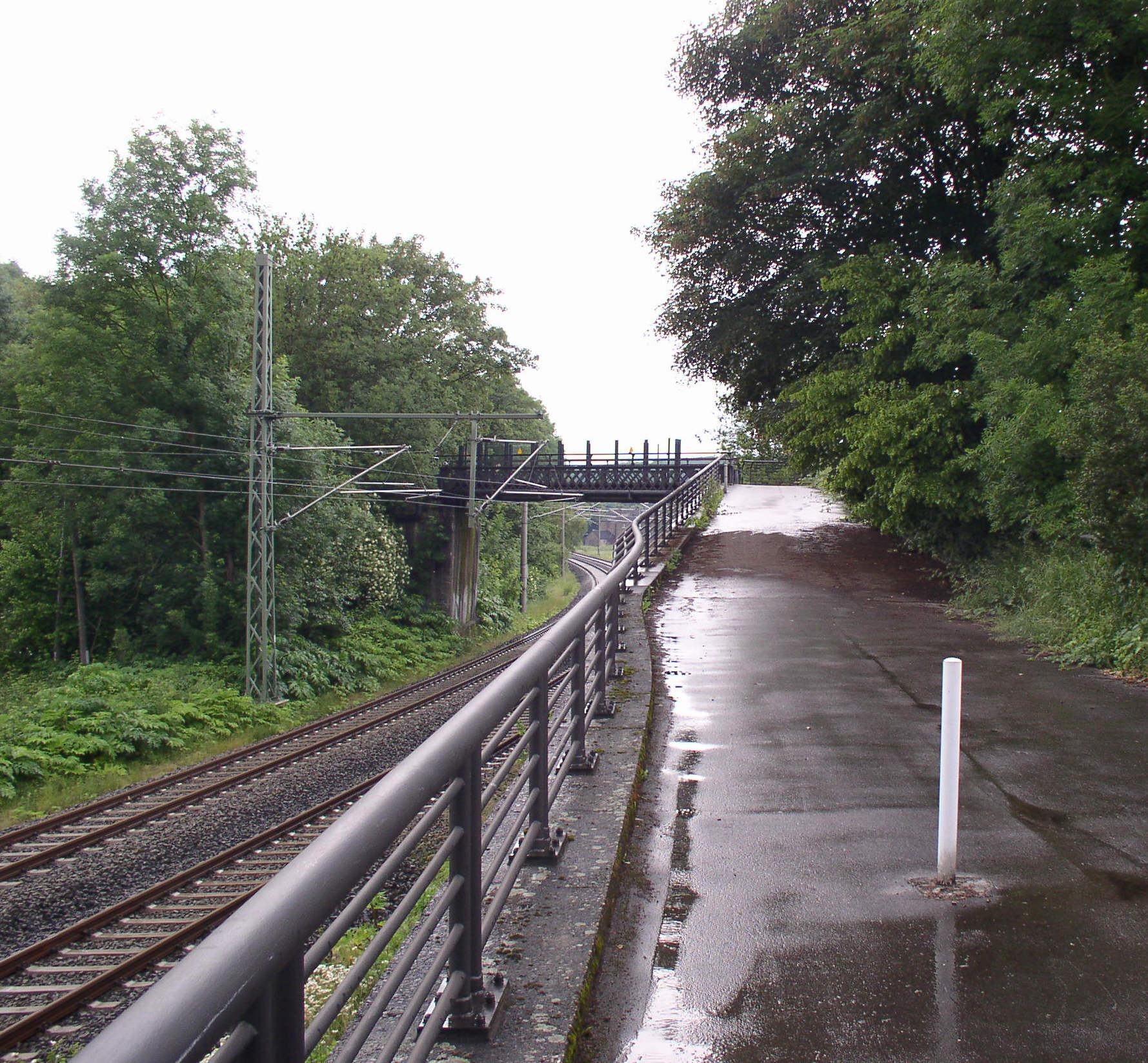
Die historische Hundebrücke über die Gleise der Prinz-Wilhelm-Eisenbahn im Deilbachtal bei Essen

Bahnen im Revier ist der Name der Themenroute 15 der Route der Industriekultur. Die Erschließung durch die Eisenbahn war ein wichtiger Faktor für die Industrialisierung des Ruhrgebiets und zugleich auch ein entscheidender Impuls für die Montanindustrie. Daneben ist auch die Straßenbahn ein Gegenstand der Route.
- Eisenbahnmuseum Bochum-Dahlhausen
- Bahnhof Dahlhausen
- Bahnhof Hattingen
- Ruhrtalbahn
- Henrichshütte
- Bahntrasse Hattingen – Schee – Silschede mit dem Bahnhof Sprockhövel
- Bahnhof Ennepetal
- Kruiner Tunnel
- Kleinbahntrasse Haspe-Voerde-Breckerfeld
- Harkort’sche Kohlenbahn
- Viadukt der Rheinischen Eisenbahngesellschaft[1] (Rheinische Strecke)
- Goldberg-Tunnel
- Hauptbahnhof Hagen
- Ruhr-Sieg-Strecke
- Ruhrviadukt Herdecke
- Eisenbahnausbesserungswerk Schwerte und Kreinberg-Siedlung
- Obere Ruhrtalbahn und Bahnhof Langschede
- Bahnhof Hamm
- Bahnhof Kamen
- Seseke-Brücke
- Depot Immermannstraße
- Nahverkehrsmuseum Dortmund (seit 2013)
- Weichenbauhalle der ehemaligen Maschinenfabrik Deutschland
- Hauptbahnhof Dortmund
- Dortmunder Eisenbahnbrücken-Ensemble (2015 umbenannt)
- Betriebswerk Dortmund-Betriebsbahnhof
- Wasserturm Dortmund Südbahnhof
- Zeche Zollern II/IV
- Hauptbahnhof Recklinghausen
- Bahnhof Herne
- Hauptbahnhof Wanne-Eickel
- Heimatmuseum Unser Fritz
- Bahnbetriebswerk Gelsenkirchen-Bismarck
- Hauptbahnhof Gelsenkirchen
- Bahnhof Dorsten
- RBH Logistics
- Werksbahn Bochumer Verein und Erzbahn
- Bochumer Verein
- Bahnhof Bochum Nord und Stahlbrücken der Rheinischen Bahn
- Hauptbahnhof Bochum
- Bogestra-Hauptverwaltung
- Bahnhof Langendreer (mit dem Kulturzentrum)
- Straßenbahnbetriebshof Witten und Gartenstadt Crengeldanz
- Weichenwerk Witten
- Hauptbahnhof Witten
- Ruhrviadukt Witten
- Gruben- und Feldbahnmuseum Zeche Theresia
- Bahnanlagen der Zeche Nachtigall  und des Muttentals (seit 2013)
- Bahnhof Zollverein
- Rheinische Bahn in Essen
- Lokomotivfabrik und Werksbahn Krupp (seit 2013)
- Hauptbahnhof Essen
- Eisenbahn-Direktionsgebäude Essen
- Villa Hügel  und Bahnhof Essen-Hügel
- Ruhrbrücke Steele
- Bahnhof Kupferdreh und Museumsbahn Hespertalbahn
- „Hundebrücke“ und „Deilthaler Eisenbahn“
- Eisenbahnbrücke Kettwig
- Stadt-Viadukt und Ruhrbrücke Mülheim
- Ringlokschuppen und Camera Obscura
- Eisenbahnausbesserungswerk Speldorf mit der Alten Dreherei
- Straßenbahndepot Speldorf
- Brückenlandschaft Ruhraue
- Rangierbahnhof, Eisenbahnausbesserungswerk Wedau und Eisenbahnsiedlung Wedau
- Wasserturm Rheinhausen-Friemersheim und Eisenbahnsiedlung Rheinhausen-Friemersheim
- Duisburg-Hochfelder Eisenbahnbrücke
- Hebeturm „Homberg-Ruhrorter Rheintrajektanstalt“
- Hauptbahnhof Duisburg
- Grüner Pfad
- HOAG-Trasse
- Werksbahn Thyssen
- Haus Knipp-Eisenbahnbrücke
- Rheinbrücke Wesel
- Hauptbahnhof Oberhausen
- LVR-Industriemuseum Schauplatz Oberhausen

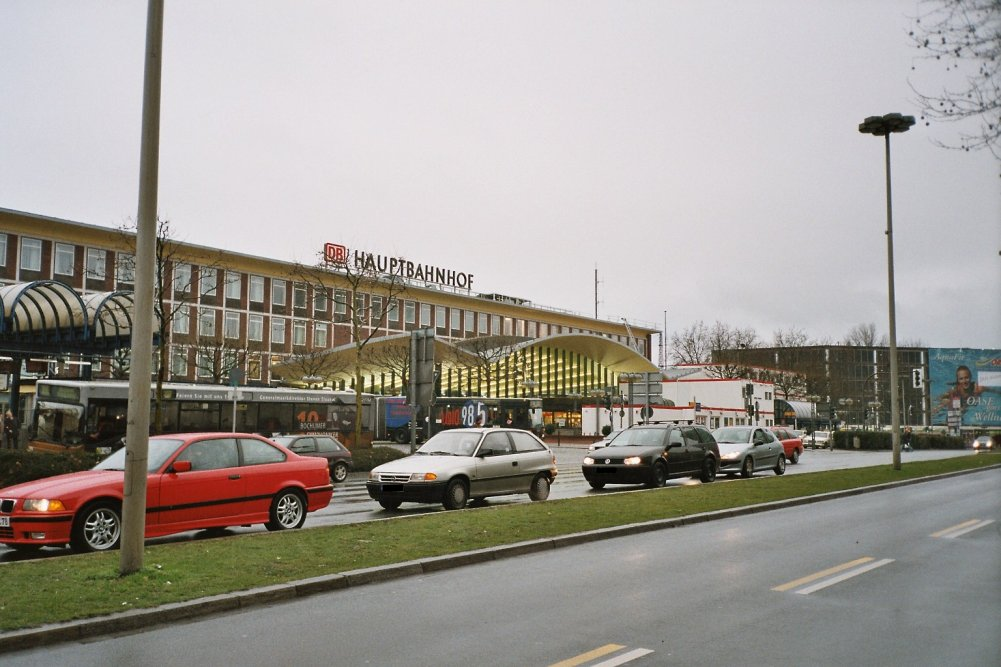
Hbf Bochum
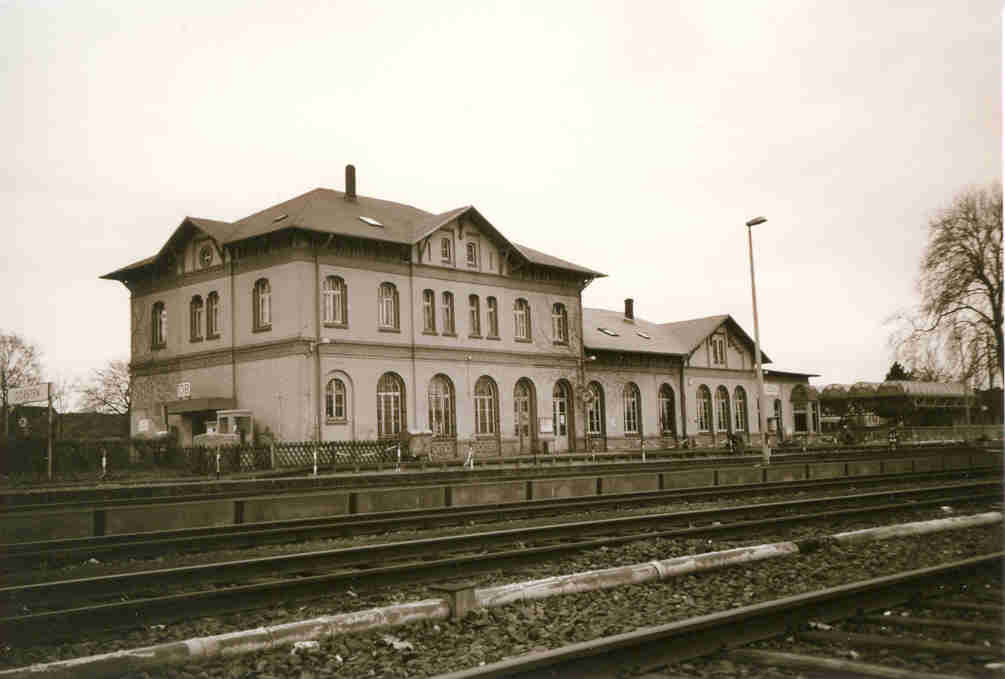
Bahnhof Dorsten
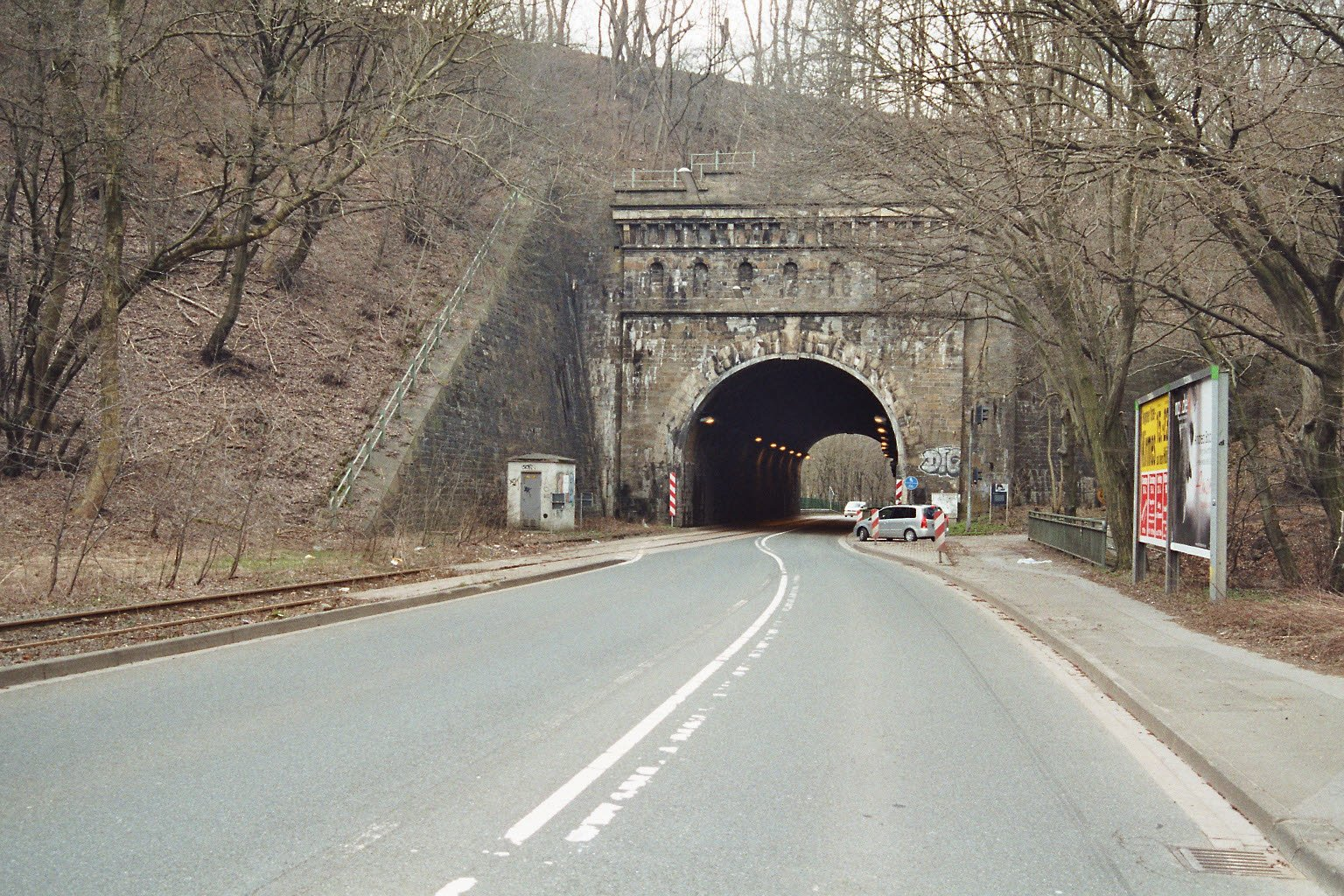
Kruiner Tunnel
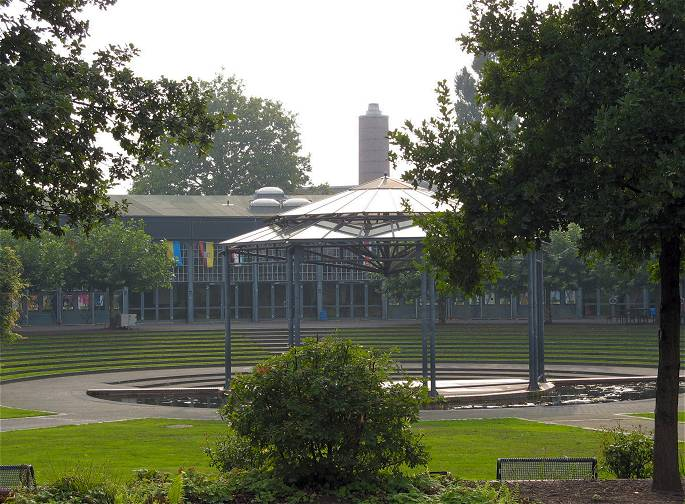
Ringlokschuppen in Mülheim